# Overcinge
Overcinge is een monumentaal herenhuis in de Drentse plaats Havelte.
Overcinge was oorspronkelijk een leengoed van het Gelderse huis Putten bij Elburg en werd al in het begin van de 14e eeuw genoemd. In de 15e eeuw was de familie De Vos van Steenwijk leenheer van het goed. Het huidige huis Overcinge is echter van een veel latere datum. In de 17e eeuw was het leen in handen van de familie Struuck. De landschrijver van Drenthe, Johan Struuck, heeft de bestaande bebouwing laten afbreken en twee nieuwe gebouwen neergezet. Volgens Van der Veen was echter zijn vader, de Drentse gedeputeerde Gerhardt Struuck, de bouwheer van Overcinge.

## Kymmell
In 1720 kocht de Drentse gedeputeerde Wolter Kymmell Overcinge en hij liet vervolgens weer de door Struuck gebouwde huizen afbreken. Kymmel gaf vervolgens de opdracht tot de bouw van het nieuwe huis Overcinge, dat in 1732 werd getekend (zie afbeelding) door Cornelis Pronk. In de jaren erna hebben diverse generaties Kymmell Overcinge bewoond, waaronder zijn zoon, de Drentse landschrijver Jan Kymmell en in de 19e eeuw de arts Joachim Lunsingh Kymmell.

## Linthorst Homan
Na het overlijden van Joachim Lunsingh Kymmell in 1876 kwam Overcinge in het bezit van zijn dochter Ida Elisabeth en schoonzoon Johannes Linthorst Homan, advocaat, gedeputeerde en commissaris van de Koningin in Drenthe. Ook hun zoon Jan Tijmens, die net als zijn vader commissaris van de Koningin in Drenthe was, bewoonde Overcinge. Diens zoon verhuurde Overcinge aan de stichting Volkshogeschool, die het in 1953 in eigendom overnam. Het huis werd in 1965 als rijksmonument ingeschreven in het rijksmonumentenregister. In de jaren tachtig van de 20e eeuw werd het gebouw verkocht. Het gebouw werd ingrijpend gerestaureerd en doet onder andere dienst als vergader- en congrescentrum en als trouwlocatie.